# Indiai nemesi címek
Az indiai nemesi címek számos regionális eltérést mutatnak a fejedelmi államok uralkodói címeinek értelmében, mivel különbségek vannak a kaszt, a vallás és a nyelvek tekintetében is. A legtöbb általános hindu cím a szanszkritból, a régebbi birodalmak gyakorlatából származik. A betörő muszlimok győzelmével perzsa eredetű címek kerültek alkalmazásra az új urak számára. Az elsőbbségi sorrend határozta meg a Durbar protokollját.
Az örökös címek a gyarmati időszakban, a 19. század második felében is rendszeresítve voltak. Az angol király 1878 óta Kaisar-i-Hind, India császára (császárnője). Noha a fejedelmi államok India függetlenné válása után egyesültek az Indiai Unióval, az adott házak tagjai többnyire e címeket viselték. Az 1971-es indiai alkotmánymódosító törvénnyel az összes cím végül elvesztette politikai jelentőségét, a korábbi uralkodók pedig elveszítették apanázsukat. Pakisztánban hasonló intézkedés 1972 januárjában lépett hatályba.

## Címek
A hindu nemzetségek nemesei általában a rádzsa, női a rani címet viselik. Szükség esetén hozzáadják a maha- „nagy” előtagot.
A (maha)rádzsa legidősebb fiát nevezik (maha)rádzskumárnak (nőnemben rádzskumári), amely nem tévesztendő össze a Rádzskumárok törzsével. Kumar (nőnemben kumari) helyett használják a kunvar kifejezést is. Manipurban a trónörököst juvarádzsnak („fiatal rádzsa”) hívták, Pandzsábban néha Szardarnak. A másodszülött fiúkat gyakran divánnak hívták, de ez a kijelölt trónörökös neve is. A harmadszülötteket néha takurnak nevezték. A negyedik fiú a Lal, az öccse pedig babu. Ez utóbbi cím a 19. századi, bengáli köznyelvben megszólítás, ami megfelel a francia monsieur-nek. A késő viktoriánus időszaktól kezdve a hercegeket az úgynevezett főiskolákon képezték ki a gyarmati uralkodók szellemében.
Rana (rádzsputoknál), rao (főleg délen és nyugaton), Raval, Ravat, Rai (főleg Bengáliában), Raikwar, Raikbar és Raikat mind a rádzsa szinonim módosítása. Bahadur újrakezdése („jó körülmények közt született”, szó szerint bátor, hős) növeli a rangot. Az asszám, a bohmong egyik megfelelője a rádzsa. A madrasi elnökség több uralkodójának történelmi okokból eltérő címe volt. A tondaiman dinasztikus címet viselték Pudukkottai fejedelmei, az ókori dél-indiai Todaimandalam Királyság után. A Kozsíkódei Rprádzsa volt, bár a zamorin, a trónörökös az eralpad. A Shimla Hill államokban a koronaherceg Tikka (Rádzsa) szahib volt. Elaya Rádzsa gyakori volt a dél-indiai Travancore-ban és Kochinban. A hindu szekták egyes fejei szintén feudális urak voltak, akiket ezután mahantként emlegetnek. Ezen kívül voltak olyan címek, amelyeket csak az egyes maharadzsák használtak, pl. Szindhia, azoknak Gwalior vagy Holkar, vagy Indore. A Lokendra („világvédő”) gyakori Dholpur és Datia urai között.
A muszlim címek többnyire perzsa eredetűek. A naváb, nőnemben begum a maharadzsának felel meg, a kán a rádzsának. A navábzada a maharádzskumar muszlim megfelelője.
Az emír az afgán uralkodót jelöli. A sahzada („fejedelem”) a majszúri Tipu szultán, az Aud állam vagy az amirok királyainak bizonyos utódai voltak. Wali, szultán, Mir (többnyire Szindhban), Mirza, Mian (gyakran rádzsput fejedelem fiának is) nem mindig egyenértékűek a navábbal. Noha az arab szultáni cím a bombay-i elnökségben is elterjedt volt, ezt a címet általában az együttesen adminisztrált külterületek uralkodói viselték, pl. Maszkat és Áden, ahol a szomáliai eredetű Girad is megjelent.
A takur női megfelelöje takurani, diván és szardar (kb. főtiszt) kijelölik, ha nem trónörökösre utalnak, akkor az alacsonyabb rangokat vagy az „országbeli nemeseket”, ahol az utóbbi két cím mind a hinduknál, mind a muszlimoknál előfordul. A dívánnak, ha adminisztratív jogai voltak, általában joga volt adót is kivetni.

### Gyarmati idők

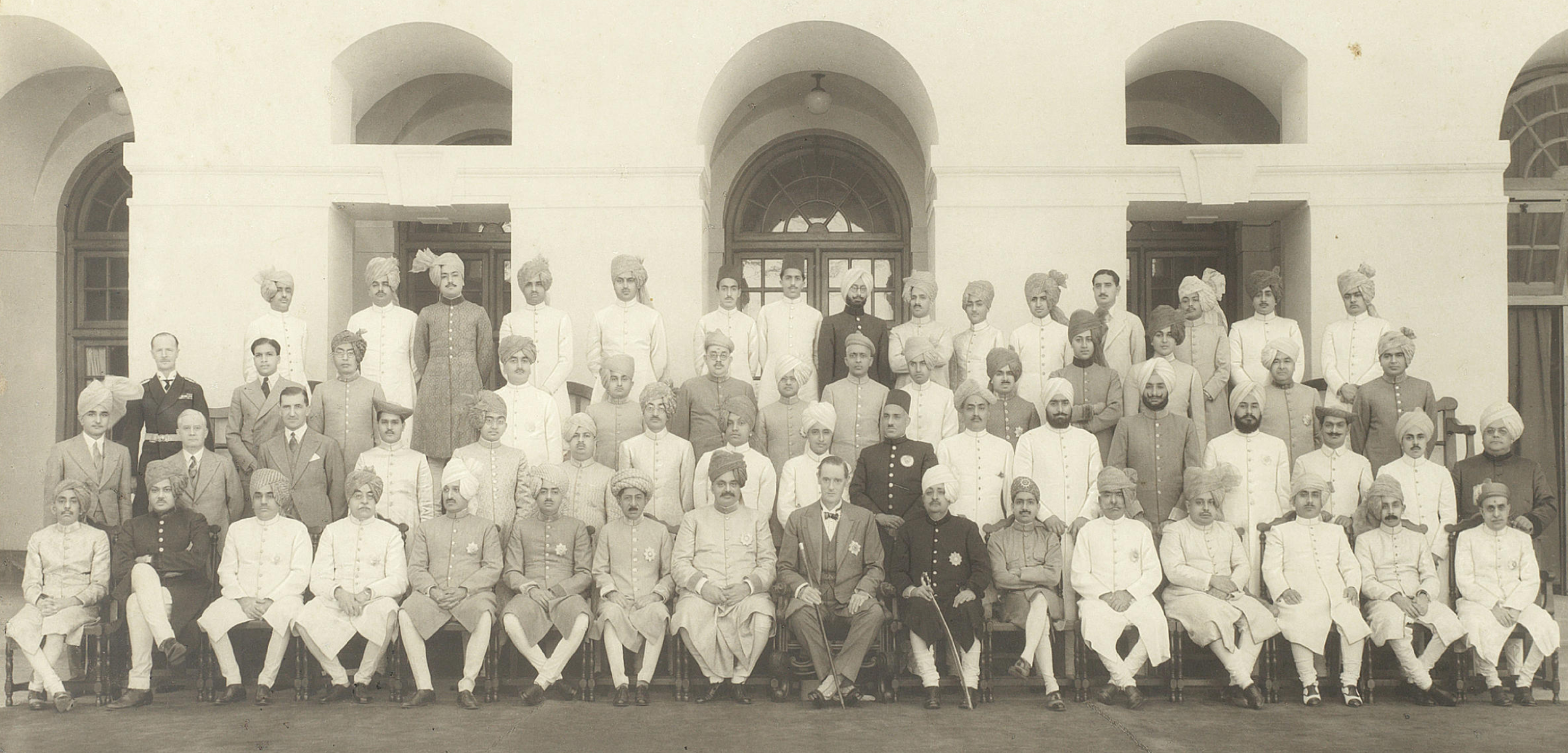
A Hercegek Kamarája 1941 márciusában

A gyarmati időszakban az indiai kormány brit személyiségeknek is adományozott nemességet, főleg a Sirt, ritkábban a bárót (Bt). Ezt általában az Indiai Csillag Rendjének (1861-től) vagy az Indiai Birodalom Rendjének (1877-től) megfelelő osztályainak kitüntetésével végezték. A hagyományos címen belüli rangok kevésbé voltak gyakoriak. Fontos volt az is, hogy az adott uralkodó jogosult-e és hány díszlövésre. Az 1921-ben tanácsadó testületként létrehozott Hercegek Kamarája 108 fejedelmet jelentett, akiknek a britek tizenegy vagy több díszlövést biztosítottak. Tizenkét másik tag is volt, akiket 127 kisebb uralkodó közül választottak ki. 
A rádzsa utódlását a brit korona a szanád nevű dokumentum útján hagyta jóvá. A helyi brit képviselő bemutatta a khilat nevű „becsületruhát”, és cserébe ezzel egyenértékű ajándékot kapott, a nazárt. A legfőbb hatalom az angoloké volt, akik kényelmetlen uralkodókat is leváltottak. George Curzon alkirály Curzon báró még azt is meg próbálta diktálni a rádzsáknak, hogy engedély nélkül nem hagyhatják el „birodalmukat”. Miután a fontos Baroda hercege figyelmen kívül hagyta ezt a rendelkezést, erről 1905-ben lemondtak.
A zamindar valójában nem a nemesség címe volt. Ezek még a mogulok alatt is adóbérlők voltak, akik bizonyos falvak és földek adóiért voltak felelősek. A brit uralom alatt állandó letelepedés révén földbirtokosokká váltak, akiknek gyakran nagyon nagy birtokaik voltak, és feudális urakként viselkedhettek. Különösen a madrasi elnökségben rádzsaként szólították meg őket. A földtulajdon zamindari rendszerét 1951/55-ben megszüntették.

### Tiszteletbeli cím a tudósoknak
Viktória brit királynő 1887-es jubileumának megünneplésére ismét felélesztette a gyakorlatot, a kiemelkedő tudósok a mahamahopadhjaja BEZW (hinduk) címet kapták. Shams-ul-Ulama (muszlimok) megajándékozására. Pandit és Maulana nem adományozott, de gyakoriak voltak.

## Elsőbbségi sorrend
A birodalom legfontosabb fejedelme a dekkai Nizám volt, aki közvetlenül a delhi mogulok alatt állt, ezért a „király” fordítás itt helyénvaló.
| Hinduk                 | Muszlimok     |
| ---------------------- | ------------- |
| Maharaja Bahadur       | Náváb Bahadur |
| Maharadzs              | Náváb         |
| Rádzsa Bahadur         | Kán Bahadur   |
| Rádzsa                 | Kán Sahib     |
| Rai (vagy Rao) Bahadur | kán           |
| Rai (vagy Rao) Száhib  |               |
| Rai (vagy Ráó)         |               |

E címek alacsonyabb szintje a gyarmati időkben gyakran egy hivatallal (ex officio) függött össze. A területen az egykori Aut Királyság és a központi tartományokban, ahol a cím takur gyakori, Rai méltóbb, mint a többi az ország különböző részein. Az ország nyugati részein a takur (gudzsaráti) név is elterjedt volt. A takur uralma a tikana volt. Rádzsputánában és Közép-Indiában nagybirtokosnak vagy nemhercegnek hívták.
Nem a nemesség címe volt, de a brit Rádzs idején a fejedelmek számára fontos volt a rangsor, a díszlövések száma (1867 óta) és a hadsereg tiszteletbeli rangjai (1877 óta). A legalább 11 díszlövéssel rendelkező hercegek szintén a felség címét kapták.
Néhány más cím vagy megnevezés:
- Amir (szanszkritul: „Hamira”)
- Aga (vagy Agha): Uram, „tiszteletreméltó”; az Aga Kán az iszmáiliták feje
- Arbab: Uram
- Azam: „nagyon nagy”
- Bai, Banu [utótag]: a nemes nők számára, de az első táncost is jelentheti.
- Bég: törökül „úr”, Indiában többnyire csak családi név.
- Chhatrapati Maharaj: „védett herceg” (méltóságának jeleként ernyőt tartottak fölötte)
- Desai: Egy tartomány régense
- Dulha: a hindu hagyományban az eljegyzettek, akiket a muzulmánok az uralkodó férjének jelölésére használtak.
- Jagir: vazallus (Jagirdar), akinek többnyire katonai sikerek érdekében a földből és az alattvalókból származó jövedelmet rendelték el. (Többnyire örökletes a mogul korszak végén.)
- Jah: „pompás”
- … Jhang… (= Jung, Jang): a cím egy kiérdemesült harcost jelez. Gyakran miniszteri címként használják, különösen Hyderabadban.
- Kiladar: castellan
- Malik: Úr és Mester
- Mirza: beköltözött Amir zadából. A nemesség későbbi címei. Tegye elé egyszerűen: „Mr...”
- Mushir tanács (adományozó)
- Naik (= Nayak): főnök
- Padnit Pradhan: Brahmin vezír, a peswar egyik címe
- Poligar: kis független uralkodó délen. Egyébként katonai parancsnok
- Rajvi Sardar: egy rádzsának közeli rokona
- Rana: alázatos megszólítási forma egy rádzsának, különösen a Rádzsputok között
- Sachiv: miniszter, tanácsos
- Sawai: "eggyel a többi felett."
- Tazimi Sardar: egy nemes örökletes címe, amit gazdájától kapott egy tazim ünnepségen; az uralkodó általában állva fogadta.
- … Ul-Umara: a (mogul) udvar második legmagasabb rangja
- … ul-Mulk: a (mogul) udvar harmadik legmagasabb rangja
- … ud-Daula: A (mogul) udvar negyedik legmagasabb rangja
- Wazir, Vizir: vezír, miniszter.

## Fordítás
Ez a szócikk részben vagy egészben  az   Indische Adelsprädikate című német Wikipédia-szócikk ezen változatának fordításán alapul.  Az eredeti cikk szerkesztőit annak laptörténete sorolja fel. Ez a jelzés csupán a megfogalmazás eredetét és a szerzői jogokat jelzi, nem szolgál a cikkben szereplő információk forrásmegjelöléseként.